# Martinyà
Martinyà és una obra de Santa Pau (Garrotxa) inclosa a l'Inventari del Patrimoni Arquitectònic de Catalunya.

## Descripció
És un gran casal de planta rectangular amb planta baixa i sos pisos superiors. A la façana principal, els baixos tenen quatre grans portals, el primer pis quatre grans finestrals de punt rodó i les golfes quatre badius en forma ovalada. L'estructura de la casa és regida per la simetria. Les obertures estan emmarcades per pintures d'ocres i blaus imitant les antigues estructures de fusta, el fons està arrebossat de color blanc. L'estat de conservació d'aquesta bonica casa és molt lamentable, gran part dels finestrals ha estat cegats i les pintures han desaparegut a alguns llocs.
Va ser bastit amb carreus grollers i pedra volcànica excepte els angles. Disposa de coberta a dues aigües amb grans voladissos fets amb llates i rajola vermella que en alguns llocs han estat substituïdes per bigues de formigó. Cal destacar un rellotge de sol situat a la façana principal que porta la següent inscripció: "SI ES NUGUL ME ES TIC CALLAT PERÒ QUAN EL SOL ME TOCA A TOTOM DECT LA VERITAT".